# La Libéralité
La Libéralité - ou La Prodigalité - est un tableau réalisé par la peintre italienne Elisabetta Sirani vers 1657. De format vertical, cette huile sur toile est une allégorie de la Libéralité, représentée sous les traits d'une jeune femme en pied laissant tomber des pièces de monnaie de sa main droite levée. Figurée à mi-corps devant un rideau rouge voilant pour moitié un fond noir, elle est vêtue d'une robe bleue que rehausse une cape brune à motifs dorés devant un pan de laquelle elle tient sa coupe pleine de richesses, d'où pend une médaille en or. L'œuvre a probablement été exécutée pour un notable de Bologne. Achetée en 1828, elle est conservée au musée des Beaux-Arts de Nîmes, à Nîmes, dans le Gard, en France.